# Ołeksandr Ponomariow (1918–1973)
Ołeksandr Semenowycz Ponomariow, ukr. Олександр Семенович Пономарьов, ros. Александр Семёнович Пономарёв, Aleksandr Siemionowicz Ponomariow (ur. 23 kwietnia 1918 w Gorłówce, w obwodzie donieckim, Ukraińska SRR, zm. 7 czerwca 1973 w Moskwie) – ukraiński piłkarz, grający na pozycji napastnika, trener piłkarski.

## Kariera piłkarska

### Kariera klubowa
Wychowanek szkółki piłkarskiej Dynamo Gorłówka. W 1936 rozpoczął karierę piłkarską w Wuhilnykach Gorłówka, skąd został zaproszony do Stachanowca Stalino. W jedynym meczu strzelił jednego gola. W sierpniu 1936 przeszedł do klubu Dzierżiniec-STZ Stalingrad. W październiku 1936 został piłkarzem Spartaka Charków, jednak przez konflikt z głównym trenerem w 1937 powrócił do klubu ze Stalingradu, który zmienił nazwę na Traktor. W 1941 po reorganizacji klubów występował w drużynie Profsojuzy-1 Moskwa. Po zakończeniu II wojny światowej został piłkarzem Torpeda Moskwa, w którym pełnił funkcje kapitana drużyny. Karierę piłkarską zakończył w klubie Szachtar Stalino.

## Kariera trenerska
W 1952 ukończył Trenerską Szkołę w Centralnym Instytucie Kultury Fizycznej w Moskwie. Pracował na stanowiskach głównego trenera klubów Szachtar Stalino, Awanhard Charków, Dinamo Moskwa, Upon Pallo i Ararat Erywań. W latach 1957–1958 prowadził juniorską reprezentację ZSRR. Od 1971 pracował z olimpijską reprezentacją ZSRR, która w 1972 wywalczyła brązowe medale w Letnich Igrzyskach Olimpijskich w Monachium. W 1972 również objął stanowisko głównego trenera narodowej reprezentacji ZSRR, która wywalczyła wicemistrzostwo Europy.

## Sukcesy i odznaczenia

### Sukcesy klubowe
- brązowy medalista Mistrzostw ZSRR: 1945, 1951
- zdobywca Pucharu ZSRR: 1949

### Sukcesy trenerskie
- mistrz ZSRR: 1963
- wicemistrz Europy: 1972
- brązowy medalista Letnich Igrzysk Olimpijskich w Monachium: 1972

### Sukcesy indywidualne
- król strzelców Mistrzostw ZSRR: 1948 (18 goli)
- wybrany do listy 33 najlepszych piłkarzy ZSRR:
  - Nr 1: 1948
  - Nr 2: 1949, 1951

### Odznaczenia
- tytuł Zasłużonego Mistrza Sportu ZSRR: 1948
- tytuł Zasłużonego Trenera Sportu ZSRR: 1964